# 弗拉基米尔·伊瓦什科
弗拉基米尔·安东诺维奇·伊瓦什科（1932年10月28日—1994年11月13日），苏联政治人物，烏克蘭人，曾任乌克兰共产党中央委员会第一书记、乌克兰苏维埃社会主义共和国最高苏维埃主席、苏联共产党中央委员会副总书记、代理总书记等职。

## 生平
- 1932年10月28日出生于波尔塔瓦市的一个建筑工人家庭。
- 1950年-1956年，哈尔科夫矿业学院矿业工程专业学习。
- 1956年-1962年，哈尔科夫矿业学院矿业经济系助理教授。1960年加入苏联共产党。
- 1962年-1966年，哈尔科夫矿业、自动化与计算机工程学院高级讲师、副教授。
- 1967年-1973年，哈尔科夫理工学院高级讲师，兼任校党委副书记。1973年获得经济学副博士学位。
- 1973年6月-1978年4月，乌克兰共产党哈尔科夫州委科教处处长。
- 1978年4月-1986年2月，乌共哈尔科夫州委意识形态部党组书记。期间，1980年1月－7月，阿富汗人民民主党中央委员会政治顾问。
- 1986年2月-1987年4月，乌共中央委员会意识形态部党组书记。
- 1987年4月-1988年12月，乌共第聂伯罗彼得罗夫斯克州委第一书记。
- 1988年12月-1989年9月，乌共中央第二书记。
- 1989年9月-1990年6月，乌共中央第一书记。
- 1990年6月-7月，乌克兰苏维埃社会主义共和国最高苏维埃主席。
- 1990年7月-8月，苏共中央委员会副总书记。他是唯一一位苏共中央副总书记。期间，八一九事件后，8月24日－29日，苏共中央委员会代理总书记。
- 1992年退休。
- 1994年11月13日于莫斯科逝世，享年62岁。葬于乌克兰哈尔科夫第二公墓。

伊瓦什科是苏共27大、28大代表；第27届中央候补委员、中央委员，第28届中央委员，第28届中央政治局委员；苏联人民代表，第11届乌克兰苏维埃社会主义共和国最高苏维埃代表。

## 荣誉
- 劳动红旗勋章
- 各民族人民友谊勋章

## 纪念
- 在2002年伊瓦什科诞辰70周年之际，乌克兰最高拉达在他的母校哈尔科夫无线电电子大学设立了以他命名的奖学金。